# Ford Modell BB

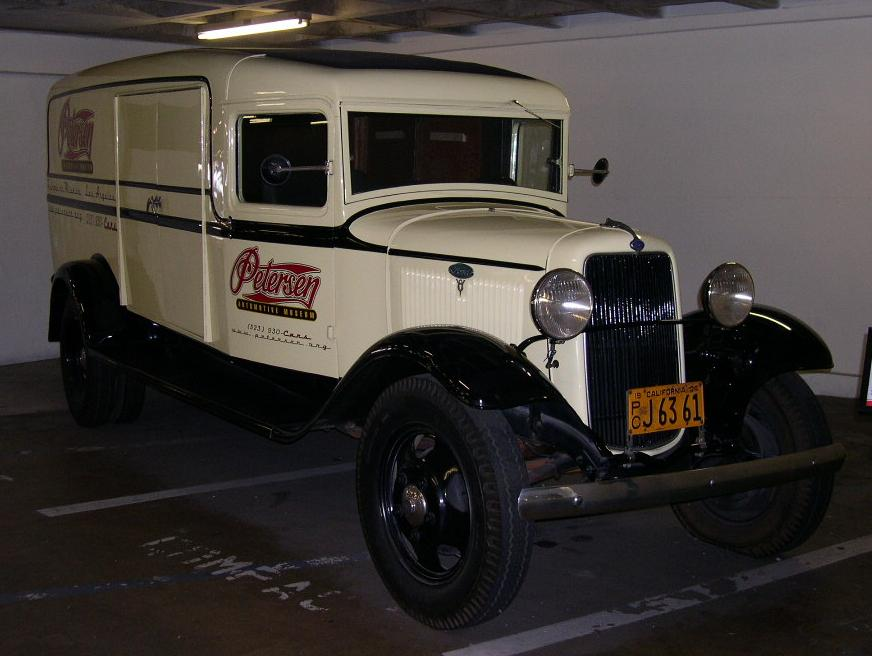
Ford Modell BB, zweite Version (1934)

Der Ford Modell BB war ein Lastkraftwagen des Automobilherstellers Ford, der ab 1932 bis in die 1940er Jahre weltweit produziert und verkauft wurde.

## Allgemeines
Der Lkw Ford Modell BB wurde in den USA mit nur geringen Modifikationen – einer veränderten Vorderradaufhängung und einem stärkeren Motor – aus dem Vorgängermodell Ford Modell AA entwickelt und weltweit produziert. Der Lastkraftwagen hat einen wassergekühlten 3,3-Liter-4-Zylinder-Otto-Reihenmotor mit 50, später 52 PS und erreicht bei einem Durchschnittsverbrauch von 24 Litern Benzin auf 100 km eine Höchstgeschwindigkeit von 75 km/h. Sein Fahrverhalten und sein günstiger Preis sorgten bald für weite Verbreitung.

## Deutsche Produktion
Der Ford BB wurde unter anderem von 1932 bis 1939 im Werk Köln-Niehl von der deutschen Ford Motor Company AG (ab 1939: Ford-Werke AG) hergestellt. Bis 1935 wurden hier nur anderswo produzierte Teile montiert, danach wurde das Fahrzeug vollständig dort produziert, sowohl mit Pritschen- als auch mit Kastenaufbau und als Bus. Es gab diese als BB-Kurz bzw. BB-Spezial mit einer Nutzlast von 1,75 t und kurzem Radstand (3.340 mm) und BB-Lang mit 2,5 t Zuladung und langem Radstand (3.990 mm), verstärkter Federung, Vakuum-Bremskraftverstärker und Reduktionsgetriebe.
Erkennbarer Unterschied zwischen den deutschen und ausländischen Modellen ist die durchgängige Windschutzscheibe. Die Produktion lief sieben Jahre nahezu unverändert durch: Ab 1934 wurde der Kühlergrill der Pkw-Modelle übernommen. 1937 erfolgten weitere geringfügige Modifikationen, darunter ein moderneres Fahrerhaus und der Ersatz der gebogenen durch eine gerade Scheinwerferaufhängung vor dem Kühler. Inzwischen wurde der preisgünstige Ford BB auch von Deutschland aus nach Großbritannien exportiert, da viele britische Kunden weiterhin BB-Modelle orderten statt den neuen – aber wesentlich teureren – dort produzierten V8 zu kaufen.
Die Herstellung des Ford BB in Köln lief mit dem Kriegsbeginn 1939 ebenso wie die des neueren Typs 817T mit V8-Motor (in Deutschland als Ford Modell V8-51 bezeichnet) aus, da im Zuge der Umstellung auf Kriegsproduktion nunmehr der Einheitslastwagen 3,0 t unter der Bezeichnung Ford V 3000 S vor allem für die Wehrmacht gefertigt wurde.
Die meisten Ford BB wurden nach dem Kriegsausbruch im Rahmen der materiellen Mobilmachungsergänzung von der Wehrmacht eingezogen und dienten an allen Fronten, oft an der Seite von Beute-Lkw gleichen Typs, aber ausländischer Herkunft.
Die meisten der verbliebenen zivilen Ford BB wurden auf „Holzvergaser“ umgestellt. Die Umrüstung wurde bei Ford ebenso wie bei anderen Herstellern durch spezielle auf dem Betriebsgelände angesiedelte Werkstätten der „Imbert-Generatoren-Gesellschaft“ vorgenommen.